# Hannappes
Hannappes é uma comuna francesa na região administrativa de Grande Leste, no departamento Ardenas. Estende-se por uma área de 8,45 km². Em 2010 a comuna tinha 138 habitantes (densidade: 16,3 hab./km²).